# رودني بالمر
رودني بالمر (24 نوفمبر 1907 في المملكة المتحدة - 24 أبريل 1987 في المملكة المتحدة) (بالإنجليزية: Rodney Palmer)‏ هو لاعب كريكت بريطاني (وحمل سابقاً جنسية المملكة المتحدة لبريطانيا العظمى وأيرلندا). لعب مع نادي مقاطعة هامبشاير للكريكت ‏ ونادي جامعة كامبريدج للكريكيت ‏.

## وصلات خارجية
- رودني بالمر على موقع إي آس بي آن كريك إنفو (الإنجليزية)